# Mach critique
Le Mach critique est le nombre de Mach au-delà duquel apparaît, sur l'extrados de l'aile, une zone où l'écoulement atteint puis dépasse la vitesse du son.
À partir du Mach critique, on aborde le domaine transsonique.
Le Mach critique dépend :
- du profil de l'aile (distribution de l'épaisseur, cambrure),
- de la flèche de l'aile,
- de la distribution de la portance en envergure (forme en plan de l'aile, vrillage),
- du coefficient de portance (qui augmente la dépression extrados, donc la vitesse locale),
- de l'interaction fuselage-aile qui peut renforcer la dépression extrados à l'emplanture. L'application du principe de la loi des aires repousse le Mach critique.

La mise au point des profils spéciaux (supercritiques) a permis d'augmenter le Mach critique des avions de ligne.

## Liens
- Transsonique
- Voilure supercritique